# 麥特·卡普斯
馬特·迪斯·卡普斯（英語：Matthew Dicus Capps，1983年9月3日—），為美國職棒大聯盟的投手，他主要的投球武器有滑球和97mph的快速球。他先前曾效力過海盜、國民與雙城等隊。

## 職業生涯
卡普斯是在2002年大聯盟選秀會中第7輪被匹茲堡海盜所選中的球員。2006年9月16日升上大聯盟，當時擔任救援投手的角色。2007年6月1日，卡普斯成為球隊的終結者。2009年，卡普斯在32次的救援機會中成功27次，但是防禦率高達5.80，在球季結束以後球隊選擇不續約，讓他成為自由球員。2010年1月6日，卡普斯和華盛頓國民簽下1年350萬美金的合約，在4月份卡普斯獲得16次救援成功，而且防禦率只有0.68，讓他獲得4月的DHL年度救援王獎，今年的好表現讓卡普斯獲選國家聯盟參加生涯第一次的美國職棒大聯盟全明星賽，他於第6局下半場登場投球，主投1局無失分，隊友在7局上得3分，最後卡普斯獲得今年明星賽的勝投。
2010年7月29日，明尼蘇達雙城以捕手Wilson Ramos及左投手Joe Testa和華盛頓國民交易卡普斯，來到雙城以後，卡普斯將取代Jon Rauch成為球隊的終結者。

## 外部連結
- 球員資訊和成績在MLB，ESPN，Baseball-Reference，Fangraphs，The Baseball Cube，Baseball-Reference (Minors)（英文）